# 莫克波特 (印地安納州)
莫克波特（英語：Mauckport）是一個位於美國印地安納州哈里森縣的城鎮。

## 人口
根據2010年美國人口普查的數據，莫克波特的面積為0.55平方千米，當中陸地面積為0.52平方千米，而水域面積為0.03平方千米。當地共有人口81人，而人口密度為每平方千米147人。